# Kotartären

Kotartärerna (Arteria vertebralis) är två (höger respektive vänster) artärer som löper längs kotpelaren och som sedan går in i kraniet genom foramen magnum, det stora nackhålet. Efter det löper de längs medulla oblongatas, förlängda märgens, framsida där de förenas till basartären.
Kotartären utför ett viktigt arbete för människokroppen, den förser bakre delen av hjärnan och hjärnstammen med syrerikt blod. Om detta blodflöde skulle försvagas eller försvinna i form av till exempel en blodpropp skulle det bidra med väldigt negativa konsekvenser. Ett par exempel skulle kunna vara att ögonrörelsen störs eller att stämbanden förlamas.
Dissektioner i kotartären är den näst vanligaste orsaken till att en person som är 45 år gammal eller yngre drabbas av stroke. Dissektioner kan framstå plötsligt men det kan också vara ett resultat av trauma. Även om medicinsk behandling mot detta sker läker de flesta dissektionerna av sig själva.

## Kotartärens anatomi
Kotartären utgår från nyckelbensartären och går efter den upp över nyckelbenets övre kant för att efter detta nå upp i nacken mellan de djupa musklerna i halsen och den främre skalenusmuskeln. Kotartären fortsätter sedan efter detta framför den sjunde halskotans tvärutskott och går sedan in genom mynningen i den sjätte halskotans tvärutskott. Den fortsätter sedan uppåt genom halskotornas tvärutskott. Efter att ha tagit sig genom tvärutskottet i den översta halskotan (som även kallas för atlaskotan) slingrar sig kotartären sedan bakåt och går vidare på bakre sidan av den laterala delen av den översta halskotan. Efter att kotartären tagit sig förbi den laterala delen passerar kotartären medialt och tar sig genom det stora nackhålet för att till slut komma in i hjärnskålshålan. Där förenas den med andra sidans kotartär och tillsammans bildar de basilarisartären.
Kotartären förser hjärnstammen med blod. Via basilarisartären står den också för blodförsörjningen till fler delar av hjärnan, bland annat lillhjärnan och hjärnstammen.

## Proppbildning i kotartären
Den bakre delen av hjärnan och hjärnstammen tar emot blodet som behövs för att de skall fungera utan problem via kotartärerna. Dessa kotartärerna slås sedan samman i skallbottnen till bakre storhjärnsartären. När en proppbildning sker i kotartären får det som konsekvens att en infarkt bildas i hjärnstamsområdet då dessa områdena inte längre får blod på grund av proppen. Detta fel skulle som följd kunna visa sig i olika symtom som till exempel störningar i ögonrörelsen som till exempel att pupillerna får olika storlek, och man skulle även kunna riskera att drabbas av dubbelseende. Det är dock inte enbart ögonen som skulle kunna påverkas av en proppbildning i kotartären utan denna propp skulle även kunna ge andra symtom, till exempel sväljningssvårigheter och heshet som konsekvens av att stämbanden har blivit förlamade.

## Dissektioner
Dissektioner i carotis och vertebralis är den näst vanligaste orsaken till stroke hos patienter som är 45 år gamla eller yngre. Dissektion kan dyka upp spontant eller traumatiskt. En dissektion ger en konstant smärta och i de vanligaste fallen ger den också neurologiska bortfallssymtom. Detta kan man diagnostisera med hjälp av till exempel ultraljud. Vanligtvis är denna behandling medicinsk och i form av antikoagulantia och sedan som komplement trombocytaggregationshämmare. I vissa fall räcker det dock med att endast behandla dissektioner med trombocytaggregationshämmare. De flesta fall av dissektioner läker dock utan någon medicinsk behandling.